# Hayastani Ankaxowt'yan Gavat' 1999
La Hayastani Ankaxowt'yan Gavat' 1999 (conosciuta anche come Coppa dell'Indipendenza) è stata la ottava edizione della Coppa nazionale armena. Il torneo è iniziato il 3 aprile e si è concluso il 29 maggio 1999. Il Tsement Ararat ha vinto la coppa per la seconda volta battendo in finale il Shirak Gyumri.

## Ottavi di finale
Gli incontri di andata si disputarono il 3 mentre quelli di ritorno l'11 aprile 1999.
| Squadra 1            | Totale | Squadra 2              | Andata | Ritorno |
| -------------------- | ------ | ---------------------- | ------ | ------- |
| FIMA Yerevan         | 1 - 10 | Shirak Gyumri          | 1 - 8  | 0 - 2   |
| Zvartnots Yerevan    | 4 - 1  | Karabakh-2 Stepanakert | 2 - 0  | 2 - 1   |
| Kilikia Yerevan      | 5 - 1  | Lori Vanazdor          | 4 - 1  | 1 - 0   |
| Kasakh Ashtarak      | 0 - 4  | FC Yerevan             | 0 - 1  | 0 - 3   |
| Karabakh Stepanakert | 0 - 5  | Ararat Yerevan         | 0 - 2  | 0 - 3   |
| Alashkert Martuni    | 0 - 7  | Erebuni Yerevan        | 0 - 4  | 0 - 3   |
| FC Gyumri            | 2 - 6  | Dvin Artashat          | 1 - 2  | 1 - 4   |
| Dinamo Yerevan       | 0 - 11 | Tsement Ararat         | 0 - 7  | 0 - 4   |

## Quarti di finale
Gli incontri di andata si disputarono il 20 mentre quelli di ritorno il 30 aprile 1999.
| Squadra 1         | Totale | Squadra 2       | Andata | Ritorno |
| ----------------- | ------ | --------------- | ------ | ------- |
| Dvin Artashat     | 0 - 6  | Tsement Ararat  | 0 - 4  | 0 - 2   |
| FC Yerevan        | 2 - 2  | Kilikia Yerevan | 1 - 0  | 1 - 2   |
| Ararat Yerevan    | 1 - 2  | Erebuni Yerevan | 1 - 1  | 0 - 1   |
| Zvartnots Yerevan | 2 - 2  | Shirak Gyumri   | 2 - 1  | 0 - 1   |

## Semifinale
Gli incontri di andata si disputarono il 10 mentre quelli di ritorno il 21 maggio 1999.
| Squadra 1       | Totale | Squadra 2      | Andata | Ritorno |
| --------------- | ------ | -------------- | ------ | ------- |
| Erebuni Yerevan | 4 - 7  | Tsement Ararat | 2 - 4  | 2 - 3   |
| Shirak Gyumri   | 3 - 2  | FC Yerevan     | 3 - 1  | 0 - 1   |

## Finale
La finale si svolse il 29 maggio 1999.
| Erevan 29 maggio 1999                                                                          | Tsement Ararat | 3 – 2                     | Shirak Gyumri | Razdan Stadium (2.500 spett.) |
| \| \| \| \| \| Aik Akopyan 3’ 16’ Ara Akopyan 46’ \| Marcatori \| 5’ Bernetsyan 76’ Artoyan \| |                |                           |               |                               |
|                                                                                                |                |                           |               |                               |
| Aik Akopyan 3’ 16’ Ara Akopyan 46’                                                             | Marcatori      | 5’ Bernetsyan 76’ Artoyan |               |                               |